# Siculosciadium nebrodense
Siculosciadium nebrodense (Guss.) C.Brullo, Brullo, S.R.Downie & Giusso – gatunek rośliny należący do monotypowego rodzaju Siculosciadium z rodziny selerowatych, występujący endemicznie na południowych zboczach doliny w okolicy Pizzo Carbonara w górach Madonie w północnej Sycylii.
Nazwa naukowa rodzaju pochodzi od greckich słów σικυλό (sikulo – sycylijski) i σκιάδιον (skiadion – baldach). Epitet gatunkowy oznacza „pochodzący z Monti Nebrodi”.

## Morfologia
PokrójWieloletnia, karłowata, wiecznie zielona roślina zielna.
PędPełzające, rozgałęzione kłącze o długości 4–12 cm i średnicy 2–5 mm, pokryte cienką, jasnobrązową martwicą korkową. Łodygi liczne, wzniesione lub podnoszące się, o długości 15–30 cm, z kwiatostanami wyrastającymi w węzłach.
LiścieLiście odziomkowe zielone, nagie, o długości 5–15 cm, wyrastające z wierzchołków kłącza, tworzące białawe, równowąskie pochwy liściowe o długości 1–2,5 cm; ogonki liściowe lekko prążkowane, długości 1,5–7 cm; blaszki liściowe podługowate do podługowato-jajowatych, płaskie, o długości 1,5–6 cm i szerokości 1–3 cm, podwójnie pierzaste, z 3–4 parami listków jajowatych do trójkątnych, mniej więcej siecznych na elementy podługowate do jajowatych z zaokrąglonym wierzchołkiem zakończonym przeświecającym kończykiem. Liście łodygowe zmniejszające się dystalnie, tworzące pochwy liściowe o długości 2–5,5 cm; ogonki liściowe o długości 0–25 mm; blaszki liściowe lancetowate do trójkątnych, pierzaste do podwójnie pierzastych; listki równowąskie do równowąsko-lancetowatych, pierwszego rzędu o długości 5–22 mm i drugiego rzędu o długości 5–13 mm, zwykle zaostrzone.
KwiatyZebrane w od 4- do 8-promienny baldach złożony, wyrastający na długich szypułkach, elastycznych w czasie kwitnienia i sztywnych w czasie owocowania. Baldaszki z 1–5 szydłowatymi pokrywkami o przeświecających brzegach. Kwiaty obupłciowe lub męskie, od 4 do 8 na baldaszek, o średnicy 2–2,2 mm. Płatki korony jajowate, długości 1,5 mm, białe, odosiowo zabarwione na różowofioletowo, zagięte do wewnątrz, grube, wierzchołkowo ucięte. Pręciki istotnie dłuższe od okwiatu, zakrzywione do wewnątrz, w całości białe. Nitki pręcików o długości 1,7 mm. Pylniki o długości 0,5 mm. Szyjka słupka zgrubiała u nasady (stylopodium), stożkowato-spłaszczona. Wydłużone znamię słupka (stylodium) cylindryczne, wzniesione, w czasie owocowania wydłuża się do 2 mm. Zalążnia niemal cylindryczna do odwrotnie jajowatej, wielkości 1–1,2 mm.
OwoceRozłupki kulistawe do eliptycznych, soczewkowate, o wymiarach 6–8,5×4–5 mm, płytko spłaszczone brzusznie, z gąbczastymi skrzydełkami szerokości do 0,8 mm.

## Biologia
SiedliskoWystępuje na południowych zboczach doliny górskiej, na wysokości ok. 1870 m n.p.m. na mezozoicznych podłożach węglanowych, stanowiąc element zespołu roślin karłowatych, m.in. z takimi roślinami jak Astragalus nebrodensis, Erysimum bonannianum, Acinos alpinus, Minuartia verna, goździcznik skalnicowy, Centaurea parlatoris, Silene sicula.
RozwójKwitnie od lipca do sierpnia, owocuje od sierpnia do października.

## Systematyka
Pozycja systematycznaGatunek z monotypowego rodzaju Siculosciadium, w obrębie plemienia Selineae w podrodzinie Apioideae, w rodzinie selerowatych (baldaszkowatych) Apiaceae.
Typ nomenklatorycznyLektotyp gatunku znajduje się w herbarium Uniwersytetu w Neapolu.

## Zagrożenie
Roślina znana z kilku silnie rozkrzewionych osobników, tworzących rozległe, grube poduszki, rosnących na obszarze około 1000 m². Z tego względu postulowane jest uwzględnienie tego gatunku w Czerwonej księdze gatunków zagrożonych IUCN ze statusem krytycznie zagrożony wyginięciem.